# S8 (Polen)
De Poolse expresweg S8 is een snelweg die Polen van zuidwest naar noordoost doorkruist. In 2014 had 295 km van het traject de status van expresweg, nog eens 120 km was op dat moment in aanleg.
Deze weg begint ten noorden van Wrocław als verlenging van de A8 en loopt vervolgens via Łódź en Warschau naar Białystok en is 557 kilometer lang.
In Warschau begint de Via Baltica, de Europese hoofdroute van Warschau via de Baltische staten naar Helsinki. Het Poolse gedeelte hiervan loopt over de S8 en de S61.
De maximumsnelheid is 120 km/u en de snelweg is geheel tolvrij.

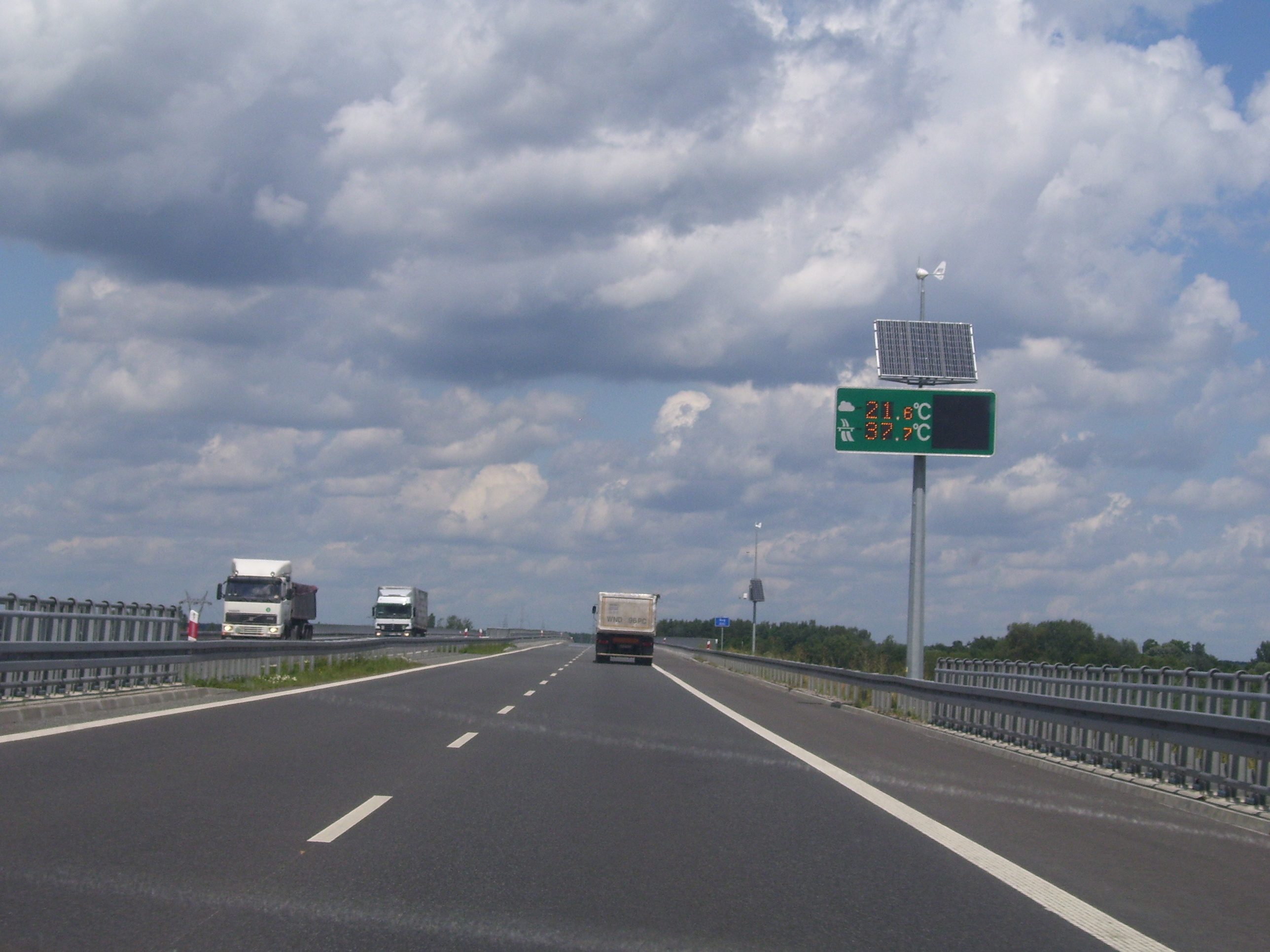
Brug over de rivier Bug

A1 · A2 · A4 · A6 · A8 · A18 · A50
S1 · S2 · S3 · S5 · S6 · S7 · S8 · S10 · S11 · S12 · S14 · S16 · S17 · S19 · S22 · S50 · S51 · S52 · S61 · S74 · S79 · S86